# Jeanne de Hohenzollern-Berg
Titre
Princesse Consort de Hohenzollern
8 décembre 1769 – 20 décembre 1785
(16 ans et 12 jours)
Jeanne (en allemand Maria Johanna Josephina Antonia Sophia von Hohenzollern-Berg), comtesse de Hohenzollern-Berg, née au château Huis Bergh à 's-Heerenberg le 14 avril 1727 et décédée à Sigmaringen le 22 février 1787, est une princesse-consort de la maison de Hohenzollern-Sigmaringen.

## Biographie
Elle est la fille aînée de François Guillaume comte de Hohenzollern-Berg (1704-1737) et de Marie-Catherine comtesse de Waldbourg-Zeil (1702-1739).

## Mariage et postérité
Le 2 mars 1749, Jeanne de Hohenzollern-Berg épouse au château de Kail, près de Trêves son cousin germain Charles Frédéric de Hohenzollern-Sigmaringen (1724-1785).
Douze enfants sont nés de cette union :
- Frédéric (Friedrich Joseph Fidelis Anton)  de Hohenzollern-Sigmaringen (Sigmaringen 29 mai 1750 - Sigmaringen 17 août 1750)
- Jean (Johann Baptist Friedrich Fidelis) de Hohenzollern-Sigmaringen (Sigmaringen 18 août 1751 - Sigmaringen 18 août 1751)
- Antoine (Anton Joachim Georg Franz) de Hohenzollern-Sigmaringen (Sigmaringen 12 juillet 1752 - Sigmaringen 1er novembre 1752)
- Fidelis (Fidel Joseph Anton Franz) de Hohenzollern-Sigmaringen (Sigmaringen 11 juillet 1753 - Sigmaringen 6 février 1754)
- Marie-Françoise (Maria Franziska Anna Antonia) de Hohenzollern-Sigmaringen (Sigmaringen 8 août 1754 - Sigmaringen 22 avril 1755)
- Joachim (Joachim Adam) de Hohenzollern-Sigmaringen (Sigmaringen 15 août 1755 - Sigmaringen 22 mars 1756)
- Joseph (Joseph Friedrich Fidelis) de Hohenzollern-Sigmaringen (Sigmaringen 17 juin 1758 - Sigmaringen 12 septembre 1759)
- François (Franz Konrad Maria Fidelis) de Hohenzollern-Sigmaringen (Sigmaringen 12 juillet 1761 - Sigmaringen 18 juillet 1762)
- Antoine Aloys de Hohenzollern-Sigmaringen, prince de Hohenzollern-Sigmaringen (Anton Aloys Meinrad Franz) (Sigmaringen 20 juin 1762 - Sigmaringen 17 octobre 1831)
- Fidèle (Fidelia Theresia Karoline Crescentia) de Hohenzollern-Sigmaringen (Sigmaringen 27 octobre 1763 - Sigmaringen 3 novembre 1763)
- Jeanne (Johanna Franziska Antonia) de Hohenzollern-Sigmaringen (Sigmaringen 3 mai 1765 - Kirn 23 août 1790) laquelle épouse à Strasbourg le 29 novembre 1781 Frédéric III, Prince de Salm-Kyrburg (1745-1794).
- Crescence (Maria Crescentia Anna Johanna Franziska) de Hohenzollern-Sigmaringen (Sigmaringen 23 juillet 1766 - Holzen 5 mai 1844) laquelle épouse en 1807 François-Xavier, Comte Fischler von Treuberg (1770-1835). Elle était dame chanoinesse de Buchau depuis 1769. Elle reçoit de son frère la seigneurie de (Kloster-) Holzen par contrat du 12 juin 1813[4]